# Nicholas Kokotaylo
Nicholas Kokotaylo (ur. 9 marca 1955 w Denton) – brytyjski judoka. Olimpijczyk z Los Angeles 1984, gdzie zajął jedenaste miejsce w wadze półciężkiej.
Startował w Pucharze Świata w latach 1989-1991. Triumfator igrzysk Wspólnoty Narodów w 1986, gdzie reprezentował Anglię. Siódmy na mistrzostwach Europy w 1984. Wygrał mistrzostwa Wspólnoty Narodów w 1988 roku. Medalista zawodów weteranów. 

## Letnie Igrzyska Olimpijskie 1984
| Konkurencja | Eliminacje            | Eliminacje            | Eliminacje                 | Klas. końcowa |
| Konkurencja | Przeciwnik I          | Przeciwnik II         | 1/4                        | Miejsce       |
| ----------- | --------------------- | --------------------- | -------------------------- | ------------- |
| 95 kg       | Metin Orgarun (TUR) Z | Essambo Ewane (CMR) Z | Günther Neureuther (FRG) P | 11.           |